# Via (Marina Arcangeli)
Via è l'album di debutto di Marina Arcangeli, pubblicato nel 1983.

## Tracce
1. Via (M. Luberti/R. Brioschi) 3:37
2. Donna non donna (M. Luberti/B. London) 3:37
3. Girotondo (M. Luberti/V. Spampinato) 3:56
4. Io vivo (M. Luberti/A. Minghi) 4:54
5. Posso fare a meno di te (M. Luberti/V. Spampinato) 4:02
6. Ragazza di strada (Nisa-Tuker-Mantz) 3:00
7. Sporcati (M. Luberti/Sheets-Kelly-Bernator) 3:35
8. Il tempo di morire (Mogol/L. Battisti) 6:12